# برند هلمشروت
برند هلمشروت (انگلیسی: Bernd Helmschrot؛ زادهٔ ۱۸ مارس ۱۹۴۷) بازیکن فوتبال اهل آلمان است.
از باشگاه‌هایی که در آن بازی کرده‌است می‌توان به باشگاه فوتبال کیکرز اوفنباخ، باشگاه فوتبال اس‌سی فورتونا کلن، باشگاه فوتبال مونیخ ۱۸۶۰، و باشگاه فوتبال هانوفر ۹۶ اشاره کرد.
وی همچنین در تیم ملی فوتبال West Germany amateur بازی کرده‌است.